# Lei da Terceirização
A Lei Nº 13.429/2017, também conhecida como Lei da Terceirização, é uma lei brasileira sancionada (com três vetos) no dia 31 de março de 2017 pelo presidente Michel Temer que altera dispositivos da Lei no 6.019, de 3 de janeiro de 1974, que dispõe sobre o trabalho temporário. Com a lei, o período máximo do contrato de trabalho temporário passa a ser de nove meses. Além disso, a lei passa a permitir que empresas contratem funcionários terceirizados para executar atividades-fim, ou seja, as principais funções da empresa. A lei foi aprovada no contexto da crise econômica de 2014.
Até então não existia uma legislação específica sobre a terceirização, mas decisões da Justiça do Trabalho determinavam que a terceirização era permitida apenas para as chamadas atividades-meio, como serviços de limpeza e manutenção. Em 30 de agosto de 2018, o STF decidiu por 7 votos a 4 que é constitucional o emprego de terceirizados para atividades-fim. O resultado desse julgamento não surte efeito sobre a lei sancionada por Temer.

## Tramitação e vetos
Na Câmara dos Deputados, o Projeto de Lei 4.302, de 1998, foi aprovado em 22 de março do mesmo ano, e nele foi mantido o tema central, que era a permissão do uso de terceirizados para atividades-fim. Em seguida, o texto aguardou sanção presidencial.
O principal trecho vetado permitia a extensão do prazo de 270 dias dos contratos temporários ou de experiência. Segundo o Palácio do Planalto, isso abriria a possibilidade de prorrogações indefinidas do contrato temporário. Os outros vetos, segundo a justificativa do governo, eram relativos a trechos que já repetiam itens da Constituição.

## Manifestações

### Contra

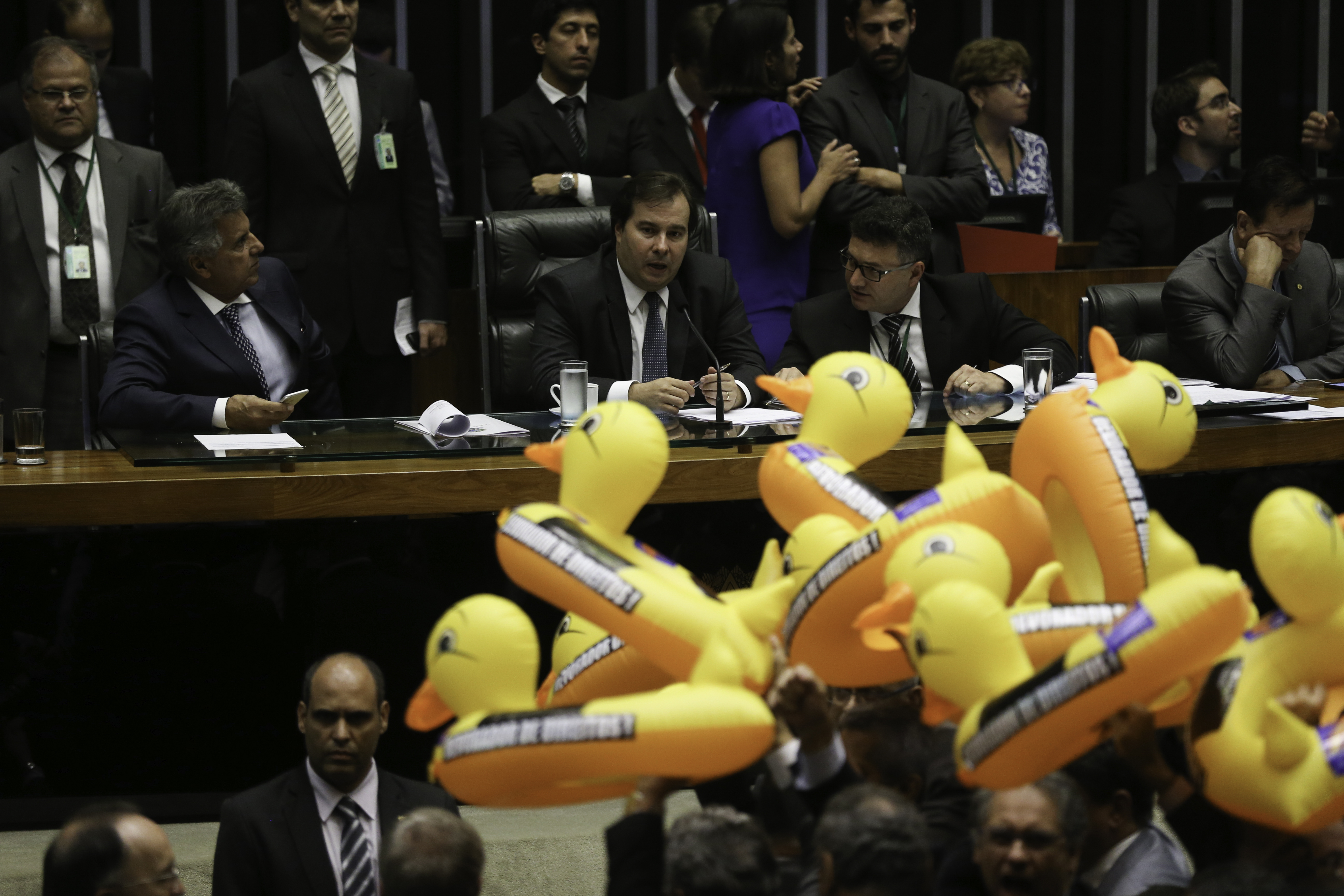
Manifestação da oposição contrária ao projeto de lei. O pato é uma alusão ao pato da campanha contra o aumento de impostos da FIESP chamada Não Vou Pagar o Pato.

O líder do PSOL, Glauber Braga, declarou que “Não é garantir direito do trabalhador terceirizado. É terceirizar toda e qualquer atividade do mundo do trabalho, precarizando as relações de trabalho e precarizando direitos”. Além disso, a Associação Nacional dos Magistrados da Justiça do Trabalho (Anamatra) viu a liberação da terceirização irrestrita como inconstitucional, pois enquadra como empregado uma pessoa que não está realmente nessa condição.

### A favor
A Confederação Nacional da Indústria (CNI) alegou que a separação entre a atividade-meio e a atividade-fim é aplicada apenas no Brasil e traz insegurança jurídica. “A dicotomia entre fim e meio, sem uma definição certeira do que é uma coisa ou outra, motiva conflitos e aumenta a distância entre o Brasil e outros países. No mais, a escolha do que terceirizar deve ser da própria empresa”, afirmou Sylvia Lorena, gerente-executiva de Relações do Trabalho da CNI.